# Bom Dia Brasil
Bom Dia Brasil, que l'on pourrait traduire par « Bonjour Brésil », est une émission d'information matinale brésilienne, diffusée quotidiennement, depuis 1983, à 7h30 sur le réseau de télévision généraliste Rede Globo. Elle est ensuite rediffusée, le jour même, sur la chaîne d'information en continu Globo News. L'émission est présentée par les journalistes Chico Pinheiro,  Ana Paula Araújo, Rodrigo Bocardi, Giuliana Morrone et Aline Aguiar, avec la participation des consultants  Alexandre Garcia pour les sujets politiques, Miriam Leitão pour l'actualité économique, et Cristiane Dias  pour le sport. Avant le journal a été présenté par Renata Vasconcellos et Renato Machado. et il y a une libération [Quoi ?] d'environ 25 min à Sao Paulo.
L'émission couvre l'actualité tant nationale qu'internationale, tout en faisant une place à l'actualité locale du Brésil et la vie quotidienne des brésiliens. L'émission était à l'origine diffusée depuis la capitale, Brasilia, mais à la suite de la réorganisation du département de l'information de la chaîne Globo en 1996, celle-ci est diffusée depuis Rio de Janeiro avec la grand répercussion de la découpe JN50 et l'extension du programme Como Será?. À partir de février 2020, le BDB commencera à tourner le samedi, avec les présentateurs locaux de Globo.

## Liste des présentateurs
- Carlos Monforte (1983-1992)
- Álvaro Pereira (1984-1992)
- Antônio Augusto (1992-1994)
- Luiz Carlos Braga (1994-1996)
- Renato Machado (1996-2011)
- Leilane Neubarth (1996-2012)
- Renata Vasconcellos (2003-2013)
- Chico Pinheiro (2011-2022)
- Ana Paula Araújo (depuis 2013)